# Fani Jalkiá
Fani Halkia (Larissa, Grecia, 2 de febrero de 1979). Es una atleta griega especialista en la prueba de 400 metros vallas, que fue campeona olímpica en los Juegos de Atenas 2004.
Su trayectoria es una de los más extrañas habidas en el atletismo en los últimos años. Era una completa desconocida a nivel internacional antes de 2004. Su mejor marca en los 400 m vallas era de 56,40 s, conseguida en Tesalónica el 3 de agosto de 2003, que era la 50.ª del ranking mundial de ese año.
En marzo de 2004 participó en los mundiales en pista cubierta de Budapest en la prueba de 400 metros lisos, donde acabó en 6.ª posición.
En los meses anteriores a los Juegos Olímpicos hizo algunas marcas bastante buenas en los 400 m vallas, como 53,99 s en Iraklio el 4 de julio, o 54,16s el 19 de junio en la Copa de Europa de Bydgoszcz.
Pese a todo nadie contaba con ella para ganar el oro en los 400 m vallas de los Juegos Olímpicos de Atenas, donde los pronósticos apuntaban a la rusa Pechonkina, la australiana Pittman o la rumana Ionela Tirlea como grandes favoritas.
Sin embargo Fani Halkia sorprendió ya desde la primera eliminatoria, donde hizo su mejor marca personal con 53,85 segundos. En las semifinales disputadas el 22 de agosto ganó con una asombrosa marca de 52,77 s un nuevo récord olímpico y 5.ª mejor marca mundial de la historia. En la final, disputada tres días después no tuvo rival alguna y venció con 52,82s con más de medio segundo de ventaja sobre la 2.ª clasificada, la rumana Ionela Tirlea-Manolache. 
Esta fue la clasificación de la prueba:
| Puesto | Atleta                      | País      | Marca |    |
| ------ | --------------------------- | --------- | ----- | -- |
| 1      | Fani Halkia                 | Grecia    | 52'82 | OR |
| 2      | Ionela Tirlea-Manolache     | Rumanía   | 53,38 |    |
| 3      | Tatyana Tereshchuk-Antipova | Ucrania   | 53,44 |    |
| 4      | Sheena Johnson              | EE. UU.   | 53,83 |    |
| 5      | Jana Pittman                | Australia | 53,92 |    |
| 6      | Yekaterina Bikert           | Rusia     | 54,18 |    |
| 7      | Brenda Taylor               | EE. UU.   | 54,97 |    |
| 8      | Yuliya Pechonkina           | Rusia     | 55,79 |    |

La victoria de Halkia dio pie a todo tipo de rumores y especulaciones sobre la increíble evolución de sus marcas en tan poco tiempo, sobre todo porque su caso recordaba al de otros atletas griegos que han tenido evoluciones similares en los últimos años, como los velocistas Konstantinos Kenteris y Ekateni Tahnou, envueltos en un escándalo de dopaje justo antes de iniciarse los Juegos de Atenas.
La evolución posterior de Halkia también ha sido atípica, ya que estuvo ausente de las pistas en 2005 sin un motivo claro.
Sin embargo ha reaparecido en 2006, donde participó en los Campeonatos de Europa de Gotemburgo consiguiendo la medalla de plata en su prueba con 54,02 s en una prueba ganada por la rusa Yevgeniya Isakova con 53,93 segundos.
Su mejor marca de este año 2006 es de 53,71 s conseguida el 3 de julio en la reunión atlética de Atenas, y es la 3.ª del ranking mundial de la temporada.
En los Juegos Olímpicos de Pekín dio positivo en un control antidopaje por Esteroides.